# 32. America’s Cup

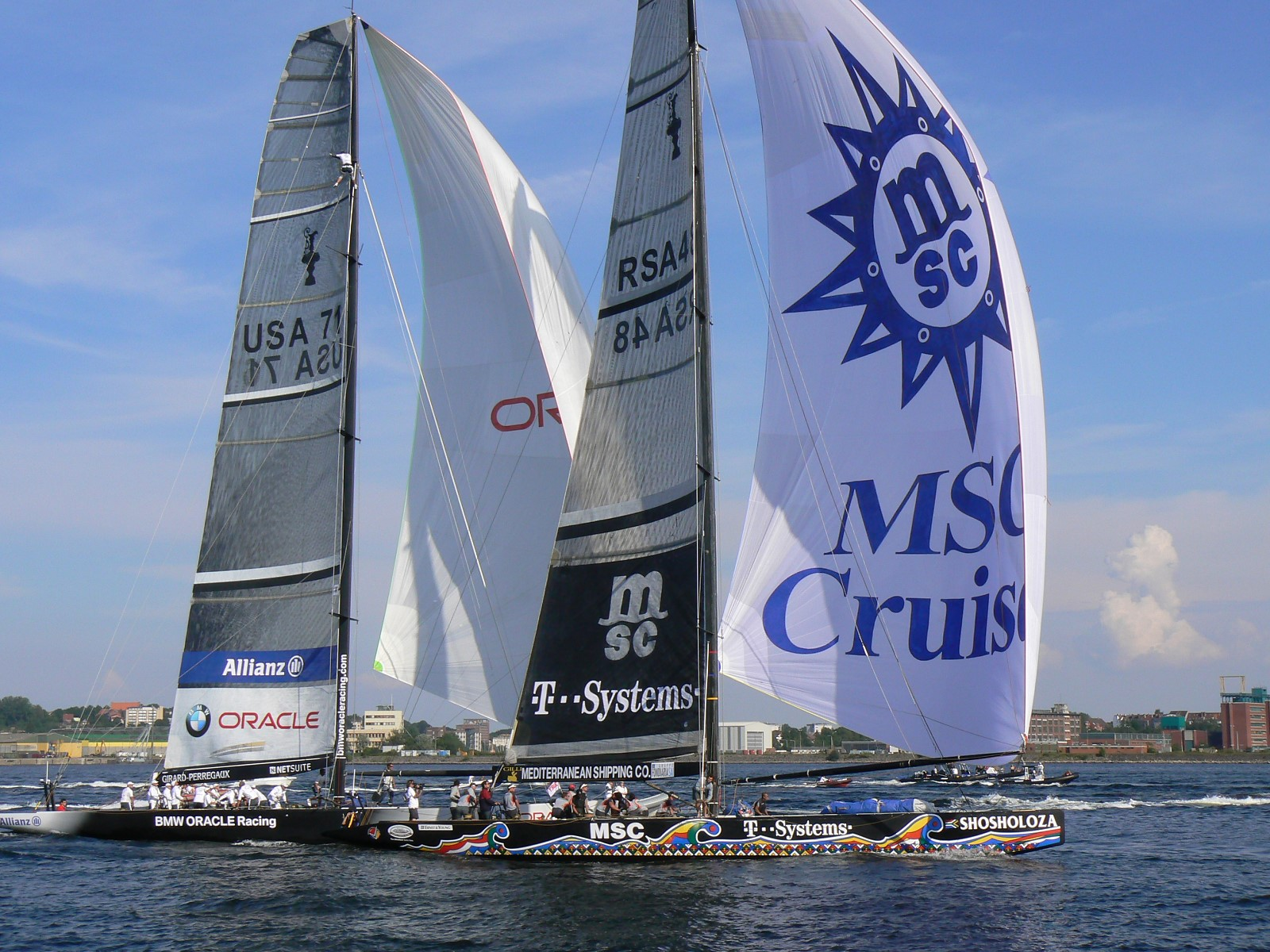
Team Shosholoza und BMW Oracle Racing beim German Sailing Grand Prix Kiel 2006

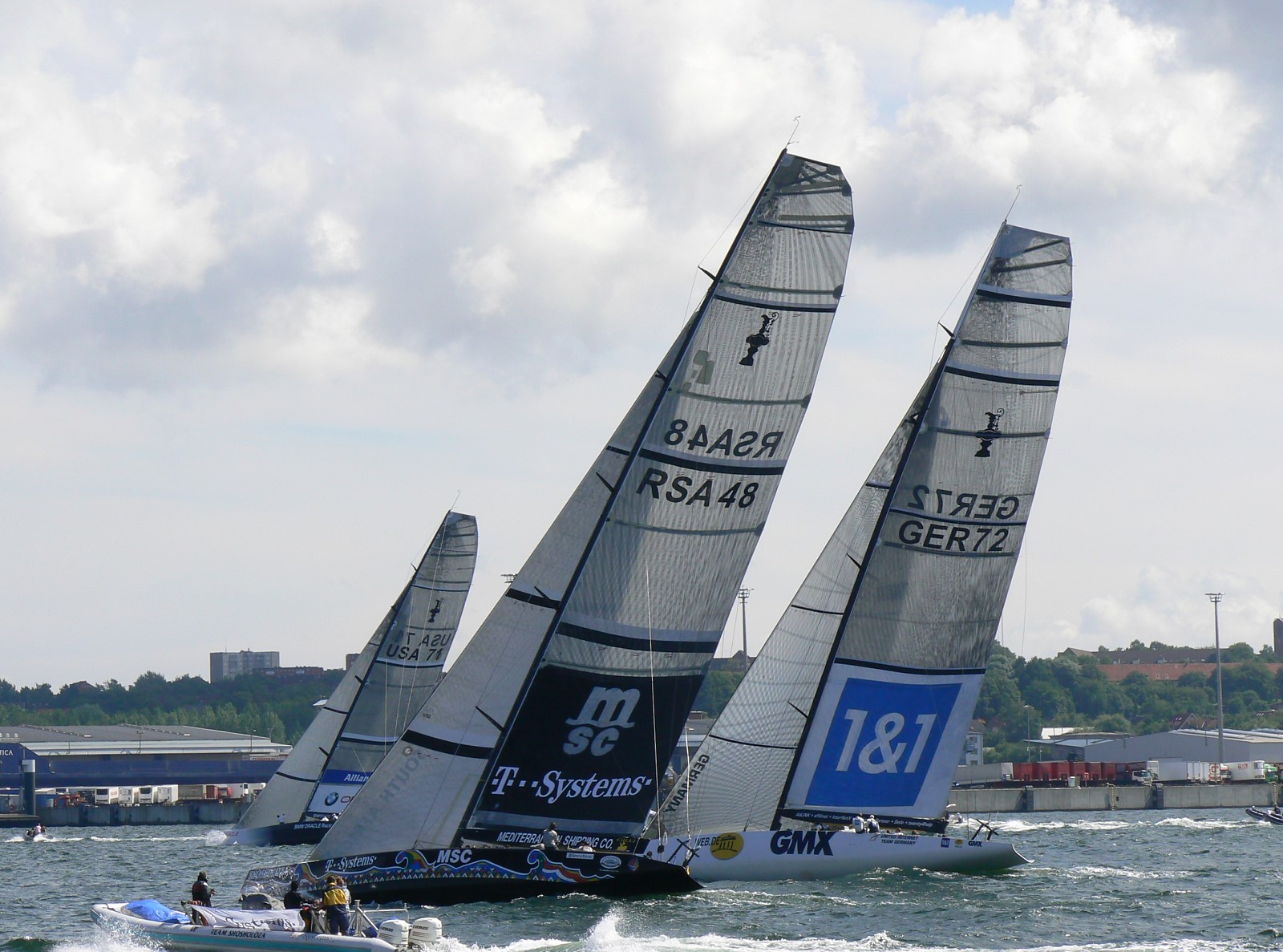
Team Shosholoza, United Internet Team Germany und BMW Oracle Racing (German Sailing Grand Prix Kiel 2006)

Der 32. America’s Cup war ein Segelwettkampf im spanischen Valencia im Jahr 2007. Bei dieser 32. Auflage des America’s Cups war mit United Internet Team Germany erstmals auch ein deutsches Boot bei den Vorausscheidungen des Herausforderers (challenger) angemeldet. 2007 traten insgesamt 12 Teams aus 9 Ländern bei diesen Vorausscheidungen an.
Sieger des 32. America’s Cup war das Schweizer Team Alinghi gegen den Sieger des Louis Vuitton Cup, der Herausforderer Team New Zealand mit 5:2.

## Segelrevier
Der 32. America’s Cup wurde 2007 im spanischen Valencia ausgetragen, da der Sieger des 31. America’s Cup Schweiz ein Binnenland ist und daher die Austragung dort nicht möglich war. Das war nach der Ursprungs-Regatta vor der Isle of Wight das erste Mal, dass der Cup in Europa stattfand.

## Ablauf
Der America’s Cup 2007 erfuhr gegenüber seinen Vorgängern eine gewichtige Änderung des Ablaufs. Da zwischen den Austragungen des Cups üblicherweise mehrere Jahre liegen, wurde das Konzept der so genannten „Acts“ eingeführt, um die Zeit zwischen den Cups zu füllen. Bei den Acts handelt es sich um Regatten, bei denen die Teilnehmer bereits im Vorfeld Bonuspunkte für den Louis Vuitton Cup sammeln können, der letztendlich den Herausforderer des America’s Cup ermittelt.
Die dreizehn Acts des America’s Cup 2007 fanden zwischen 2004 und 2007 vor verschiedenen europäischen Städten statt, wobei der letzte Act im spanischen Valencia ausgetragen wurde. Die Acts eines Jahres stellen zudem einen eigenständigen Wettbewerb dar, bei dem der Titel „America’s Cup Class Champion“ zu erreichen ist.
| Jahr | Austragungsorte                                                 | America’s Cup Class Champion |
| ---- | --------------------------------------------------------------- | ---------------------------- |
| 2004 | Marseille (Act 1), Valencia (Acts 2-3)                          | Emirates Team New Zealand    |
| 2005 | Valencia (Acts 4-5), Malmö-Skåne (Acts 6-7), Trapani (Acts 8-9) | Alinghi                      |
| 2006 | Valencia (Acts 10-12)                                           | Emirates Team New Zealand    |
| 2007 | Valencia (Act 13)                                               | Alinghi                      |

In jedem Ort wurden jeweils 2 Acts ausgetragen, einer im Fleet-Race und einer im Match-Race-Modus.
Der Fleet-Race-Act bestand aus mehreren Wettfahrten mit allen Booten in einem Rennen.
Der Match-Race-Act wurde als Jeder-gegen-jeden-Turnier (Round Robin) ausgetragen.

## Wertungssystem
In allen Acts ab 2005 (Act 4-13) sammeln die teilnehmenden Teams im Voraus Punkte für den Louis Vuitton Cup. Von allen zwölf Teilnehmern erhält der Erstplatzierte jeder Regatta 12 Punkte, der Zweitplatzierte 11 Punkte und so weiter. Damit die späteren Rennen stärker ins Gewicht fallen, werden die erreichten Punkte der Acts aus dem Jahre 2006 mit dem Faktor 2 und die des Jahres 2007 mit dem Faktor 3 multipliziert. Die so gewichteten Punkte werden addiert. Bei der Berechnung wird das Ergebnis des Verteidigers nicht berücksichtigt, da er am Louis Vuitton Cup ohnehin nicht teilnimmt.
Aus der so ermittelten Gesamtsumme berechnen sich Bonuspunkte, die später direkt in das Ergebnis des Louis Vuitton Cups einfließen. So erhält das Team mit der höchsten Punktzahl 4 Bonuspunkte, die Teams 2-3 erhalten je 3 Bonuspunkte, Teams 5-7 jeweils 2 Bonuspunkte und die restlichen Teams je nur einen Bonuspunkt.
Im Louis Vuitton Cup treten nun die 11 Herausforderer in zwei Jeder-gegen-jeden-Turnieren gegeneinander an. Die hier gesammelten Punkte zuzüglich der Bonuspunkte aus den Acts ermitteln die vier Teilnehmer des Halbfinales.
Im Halbfinale wählt der bis jetzt Führende seinen Gegner, die beiden anderen Teams treten im 2. Halbfinale an. Die Halbfinale werden ausgetragen, bis einer der beiden Opponenten fünf Rennen gewonnen hat. Im Falle eines 5:0-Ergebnisses gibt es also fünf Rennen, bei 5:4 sind neun Rennen nötig um die Gewinner des Halbfinales zu ermitteln.
Die beiden Gewinner des Halbfinales traten zuletzt im Finale gegeneinander an, das genauso wie das Halbfinale als Rennen bis zu fünf Siegen ausgetragen wurde. Der Sieger durfte als Gewinner des Louis-Vuitton-Cups gegen den Verteidiger des America’s Cup antreten. Dieses Rennen wurde ebenfalls als Rennen bis zu fünf Siegen ausgetragen.

### Louis Vuitton Cup
Ergebnis nach der Vorrunde (ACT und Round Robin):
| Rang                                          | Land                | Name                               | Verein                             | Skipper              | Yacht-Nummern                   | Punkte |
| --------------------------------------------- | ------------------- | ---------------------------------- | ---------------------------------- | -------------------- | ------------------------------- | ------ |
| 1                                             | Neuseeland          | Emirates Team New Zealand          | Royal New Zealand Yacht Squadron   | Dean Barker          | NZL 81, NZL 82, NZL 84, NZL 92  | 38     |
| 2                                             | Vereinigte Staaten  | BMW Oracle Racing                  | Golden Gate Yacht Club             | Chris Dickson        | USA 71, USA 76, USA 87, USA 98  | 37     |
| 3                                             | Italien             | Luna Rossa Challenge               | Yacht Club Italiano                | Francesco de Angelis | ITA 74, ITA 80, ITA 86, ITA 94  | 35     |
| 4                                             | Spanien             | Desafío Español 2007               | Real Federación Española de Vela   | Karol Jabłoński      | ESP 65, ESP 67, ESP 88, ESP 97  | 29     |
| 5                                             | Schweden            | Victory Challenge                  | Gamla Stans Yacht Sällskap         | Magnus Holmberg      | SWE 63, SWE 73, SWE 96          | 26     |
| 6                                             | Italien             | Mascalzone Latino – Capitalia Team | Reale Yacht Club Canottieri Savola | Vasco Vascotto       | ITA 66, ITA 77, ITA 90, ITA 99  | 22     |
| 7                                             | Südafrika           | Team Shosholoza                    | Royal Cape Yacht Club              | Mark Sadler          | RSA 83                          | 20     |
| 8                                             | Frankreich          | Areva Challenge                    | Cercle de la Voile de Paris        | Thierry Peponnet     | FRA 57, FRA 60, FRA 93          | 17     |
| 9                                             | Italien             | +39 Challenge                      | Circolo Vela Gargnano              | Luca Devoti          | ITA 59, ITA 85                  | 12     |
| 10                                            | Deutschland         | United Internet Team Germany       | Deutscher Challenger Yacht Club    | Jesper Bank          | GER 72, GER 89                  | 5      |
| 11                                            | Volksrepublik China | China Team                         | Qingdao International Yacht Club   | Pierre Mas           | CHN 69, CHN 79, CHN 95          | 3      |
| Teilnahme an der Vorrunden (ACT) ohne Wertung |                     |                                    |                                    |                      |                                 |        |
|                                               | Schweiz             | Team Alinghi                       | Société Nautique de Genève         | Brad Butterworth     | SUI 64, SUI 75, SUI 91, SUI 100 |        |

Halbfinale
| Halbfinale | Name                      | Punkte |
| ---------- | ------------------------- | ------ |
| 1          | Emirates Team New Zealand | 5      |
| 1          | Desafío Español 2007      | 2      |
| 2          | Luna Rossa Challenge      | 5      |
| 2          | BMW Oracle Racing         | 1      |

Finale
| Name                      | Punkte |
| ------------------------- | ------ |
| Emirates Team New Zealand | 5      |
| Luna Rossa Challenge      | 0      |

Der Louis Vuitton Cup bestimmte 2007 zum vorerst letzten Mal den Herausforderer des America’s Cup. Am 13. Juli 2007 gab das Unternehmen Louis Vuitton in Bezug auf den Cup die Beendigung seiner fast 25-jährigen Sponsoring-Aktivitäten bekannt. Als Grund wurde die zunehmende Kommerzialisierung der Regatta unter der Führung von Team Alinghi genannt. Dies sei nicht mehr mit dem Image und den Werten des Unternehmens vereinbar. Louis Vuitton ließ gleichzeitig verlauten, dass man die Entwicklung des America’s Cups verfolgen werde und eine Rückkehr als Sponsor nicht ausgeschlossen sei.

## America’s Cup
In der Rolle der Verteidiger (defender) konnte sich das „Team Alinghi“ (SUI) den Cup nach sieben Wettfahrten erneut sichern. Im Gegensatz zum Jahr 2003, als das „Team New Zealand“ (NZL) praktisch chancenlos mit einem 0:5 geschlagen wurde, handelte es sich bei der Neuauflage um eine ausgeglichene Regatta mit sehr knappen Ergebnissen.
Die letzte Wettfahrt wird wohl in die Geschichte des America’s Cup eingehen: Der Sieg zum 5:2 für Alinghi konnte nur von der Jury ermittelt werden.
Im siebten Rennen der Best-Of-Nine-Serie lag die Alinghi 1000 Meter vor dem Ziel mit knapp 100 Metern in Führung, ehe die Brise von 15 auf 4 Knoten zusammenfiel, es einen Spinnaker-Schaden gab und die Neuseeländer aufgrund besserer Windverhältnisse die Schweizer noch ein- und überholen konnten. Dabei hatte es zwischendurch für die Neuseeländer lange Zeit besser ausgesehen, aber dank geschickter Manöver wendeten die Schweizer an der ersten und dritten Tonne als Erste. Nun musste das neuseeländische Team noch den Strafkringel ausführen, den sie sich auf der vorletzten Kreuz eingehandelt hatten. Die Alinghi gewann den Lauf mit einem minimalen Vorsprung von einer Sekunde und errang damit als erstes Team 5 Punkte (= 5 Zieleinläufe).
| Name                      | Punkte |
| ------------------------- | ------ |
| Team Alinghi              | 5      |
| Emirates Team New Zealand | 2      |